# Olaf Finsen (borgmester i Thorshavn)
 Der er flere personer med dette navn, se Olaf Finsen.
Olaf Finsen (født 3. februar 1859 i Tórshavn, død 15. september 1937 i København) var en færøsk farmaceut og politiker af den islandske slægt Finsen.
Finsen var søn af Hannes Finsen og bror til Niels Ryberg Finsen. Han var discipel på Svane-Apoteket i Horsens fra 1876 og tog exam.pharm. i 1879 ved Vejle-Skanderborg Fysikat og blev cand.pharm. i 1882. Finsen var apoteker i Tórshavn 1883–1913, i Vejle 1913–1922, og på Frederiksberg 1922–1937. Finsen sad i kommunalbestyrelsen i Tórshavnar kommuna 1895–1909, og blev byens første borgmester 1904–1909. Finsen var dog ikke folkevalgt som efterfølgeren Mads Andrias Winther, men udpeget af Færøernes amtmand. Finsen sad desuden i Lagtinget for Suðurstreymoy 1896–1901.
Finsen var også direktør for Færø Amts Sparekasse fra 1897 til 1911, blev 1906 norsk vicekonsul, hvilket han var til 1911, og fra 1907 til 1909 tysk og nederlandsk vicekonsul. Finsen blev etatsråd i 1909, Ridder af Dannebrog 11. oktober 1900 og bar også en række udenlandske ridderordener.
Finsen blev gift 14. april 1893 i København med Marie Augusta Øllgaard (født 20. marts 1869 i København, død ?), datter af højesteretsassessor Hans Øllgaard og hustru Sophie født Petersen.